# Zhang Baoshun
Zhang Baoshun (chinesisch 张宝顺; * Februar 1950 in Qinhuangdao, Hebei) ist ein ehemaliger chinesischer Politiker der Kommunistischen Partei Chinas (KPCh), der unter anderem zwischen 1991 und 1993 Vorsitzender des Allchinesischen Jugendbundes sowie von 2004 bis 2005 Gouverneur von Shanxi war. Er fungierte des Weiteren von 2005 bis 2010 als Sekretär des Parteikomitees der Provinz Shanxi sowie zwischen 2010 und 2015 als Sekretär des Parteikomitees der Provinz Anhui war.

## Leben
Zhang Baoshun war nach dem Schulbesuch zunächst zwischen 1968 und 1971 Stauer im Hafenverwaltungsamt von Qinhuangdao und wurde 1971 Mitglied der Kommunistischen Partei Chinas (KPCh). In der Folgezeit war er von 1971 bis 1973 erst Mitarbeiter im Sekretariat des Parteikomitees im Hafenverwaltungsamt sowie im Anschluss zwischen 1973 und 1975 Sekretär der Grundorganisation des Kommunistischen Jugendverbandes Chinas in diesem Amt, ehe er zwischen 1975 und 1978 stellvertretender Sekretär des Parteikomitees im Hafenverwaltungsamt von Qinhuangdao war. Im Dezember 1978 wechselte er in die Zentrale des Kommunistischen Jugendverbandes und war dort bis 1982 erst stellvertretender Leiter sowie im Anschluss von 1982 bis 1985 Leiter der Abteilung Jugendarbeit. Daneben absolvierte er zwischen August 1982 und Juni 1987 ein Studium im Fach Marxismus-Leninismus an der Chinesischen Volksuniversität. 1985 wurde er Sekretär sowie zugleich Mitglied des Sekretariats des Zentralkomitees des Kommunistischen Jugendverbandes und bekleidete beide Funktionen bis 1991. Darüber hinaus war er von 1985 bis 1991 auch Vorsitzender der Vereinigung junger chinesischer Unternehmer. Im Dezember 1991 löste er Liu Yandong als Vorsitzender des Allchinesischen Jugendbundes ab, ein Dachverband, dem 52 Jugendorganisationen wie der Kommunistische Jugendverband Chinas angehören. Er behielt diese Funktion bis zum Dezember 1993 und wurde danach von Liu Peng abgelöst. Er absolvierte zudem ein Studium am Institut für Wirtschaftsmanagement der Jilin-Universität, das er 1992 mit einem Master beendete.
Auf dem XIV. Parteitag der Kommunistischen Partei Chinas wurde Zhang 1992 Mitglied der Zentralen Disziplinarinspektionskommission des Zentralkomitees (ZK) der Kommunistischen Partei Chinas und gehörte diesem Gremium bis 1997 an. 1993 wurde er Vizepräsident der Nachrichten- und Presseagentur Xinhua und bekleidete dies Funktion bis 2001. Zugleich war er von 1993 bis 1998 auch Mitglied sowie zwischen 1998 und 2001 schließlich Sekretär der Parteiführungsgruppe von Xinhua. 1993 wurde er Mitglied der Politischen Konsultativkonferenz des chinesischen Volkes (PKKCV) und gehörte diesem sowohl aus Mitgliedern der KPCh wie aus Nichtparteimitgliedern oder Mitgliedern anderer Parteien, den sogenannten „Acht Demokratischen Parteien und Gruppen“, bestehenden Gremium bis 2003 an. Dabei war er in der achten Legislaturperiode von 1993 bis 1998 Mitglied des Ständigen Ausschusses und in der neunten Legislaturperiode zwischen 1998 und 2003 Mitglied im Unterausschuss für die Behandlung von Vorschlägen der PKKCV. Darüber hinaus wurde er 1995 auch Vizepräsident der China Newspapers Association.
2001 wechselte Zhang Baoshun in die Provinz Shanxi und war dort von 2001 bis 2004 stellvertretender Sekretär des Parteikomitees sowie zwischen 2001 und 2010 Mitglied des Ständigen Ausschusses des Parteikomitees. Auf dem XIV. Parteitag der Kommunistischen Partei Chinas wurde er zudem Kandidat des ZK der KPCh. Nachdem er zwischen dem 10. Januar und dem 19. Februar 2004 Vizegouverneur und kommissarischer Gouverneur war, wurde er als Nachfolger von Liu Zhenhua am 19. Februar 2004 Gouverneur von Shanxi. Diesen Posten hatte er bis Juli 2005 inne und wurde daraufhin von Yu Youjun abgelöst. Er selbst wurde daraufhin am 1. Juli 2005 als Nachfolger von Tian Chengping Sekretär des Parteikomitees der Provinz Shanxi. Er bekleidete diese Funktion bis zum 31. Mai 2010, woraufhin Yuan Chunqing ihn ablöste. Er wurde des Weiteren auf dem XVII. Parteitag 2007 erstmals Mitglied des ZK und gehörte diesem Gremium nach seiner Bestätigung auf dem XVIII. Parteitag 2012 bis zum XIX. Parteitag 2017 an.
Als Nachfolger von Wang Jinshan übernahm Zhang am 31. Mai 2010 schließlich den Posten als Sekretär des Parteikomitees der Provinz Anhui. Er hatte dieses Amt bis zum 1. Juni 2015 inne und wurde danach von Wang Xuejun abgelöst. Er war in dieser Funktion kraft Amtes auch Mitglied des Parteikomitees sowie des Ständigen Ausschusses des Parteikomitees der Provinz Anhui. 2011 wurde er außerdem Direktor des Ständigen Ausschusses des Volkskongresses der Provinz Anhui.